# 拉格洛里约斯
拉格洛里约斯（法語：Laglorieuse，法語發音：[laɡlɔʁjøz]）是法国朗德省的一个市镇，属于蒙德马桑区。

## 地理
拉格洛里约斯（43°52'1"N, 0°24'20"W）面积11.59 平方千米，位于法国新阿基坦大区朗德省，该省份为法国西南部沿海省份，是法國本土面积第二大的省，北起吉倫特省，西临大西洋，南至大西洋比利牛斯省，东临热尔省，东北与洛特-加龍省接壤。
与拉格洛里约斯接壤的市镇（或旧市镇、城区）包括：阿尔塔桑克斯、巴斯孔、布格、马兹罗勒、皮若-勒普朗。

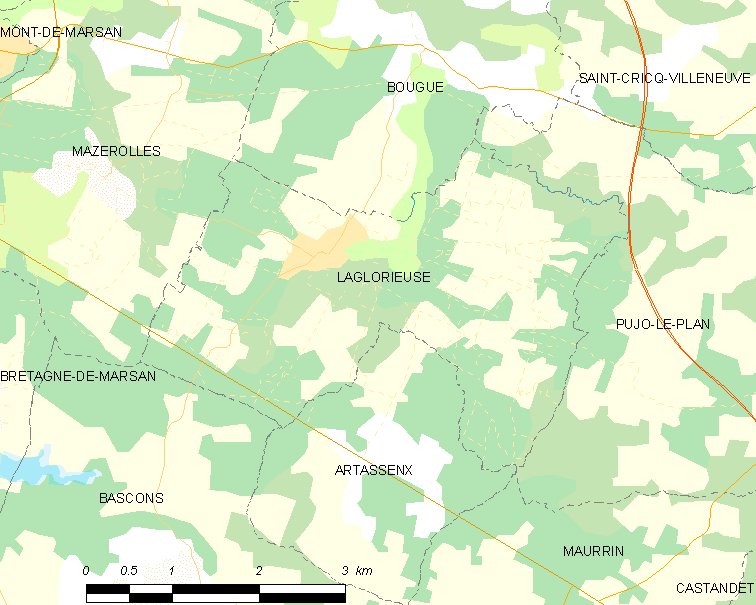
拉格洛里约斯的OSM定位图

拉格洛里约斯的时区为UTC+01:00、UTC+02:00（夏令时）。

## 行政
拉格洛里约斯的邮政编码为40090，INSEE市镇编码为40139。

## 政治
拉格洛里约斯所属的省级选区为蒙德马桑第二县。

## 人口

1962-2008年间拉格洛里约斯人口变化图示

拉格洛里约斯于2022年1月1日时的人口数量为603人。